# Aziatisch kampioenschap voetbal vrouwen onder 16
Het AFC Vrouwenkampioenschap voetbal onder 16 is een kwalificatietoernooi voor het Wereldkampioenschap voetbal vrouwen onder 17. In 2022 is het toernooi overgegaan op het kampioenschap onder 17.

## Winnaars
| Jaar                                             | Gastland   |             | Finale        | Finale      | Finale       |               | Derde plaats  | Derde plaats | Derde plaats |
| Jaar                                             | Gastland   | Winnaar     | Uitslag       | Finalist    | Derde Plaats | Uitslag       | Vierde Plaats |              |              |
| ------------------------------------------------ | ---------- | ----------- | ------------- | ----------- | ------------ | ------------- | ------------- | ------------ | ------------ |
| 2005 Details                                     | Zuid-Korea | Japan       | 1 – 1 (3 – 1) | China       | Thailand     | 2 – 1         | Zuid-Korea    |              |              |
| 2007 Details                                     | Maleisië   | Noord-Korea | 3 – 0         | Japan       | Zuid-Korea   | 1 – 1 (4 – 2) | China         |              |              |
| 2009 Details                                     | Thailand   | Zuid-Korea  | 4 - 0         | Noord-Korea | Japan        | 6 – 2         | Australië     |              |              |
| 2011 Details                                     | China      | Japan       | Groepsfase    | Noord-Korea | China        | Groepsfase    | Zuid-Korea    |              |              |
| 2013 Details                                     | China      | Japan       | 1 – 1 (6 – 5) | Noord-Korea | China        | 2 – 2 (4 – 2) | Zuid-Korea    |              |              |
| 2015 Details                                     | China      | Noord-Korea | 1 – 0         | Japan       | China        | 8 – 0         | Thailand      |              |              |
| 2017 Details                                     | Thailand   | Noord-Korea | 2 – 0         | Zuid-Korea  | Japan        | 1 – 0         | China         |              |              |
| 2019 Details                                     | Thailand   | Japan       | 2 – 1         | Noord-Korea | China        | 2 – 1         | Australië     |              |              |
| Aziatisch kampioenschap voetbal vrouwen onder 17 |            |             |               |             |              |               |               |              |              |
| 2024 Details                                     | Indonesië  |             | Noord-Korea   | 1 – 0       | Japan        |               | Zuid-Korea    | 2 – 1        | China        |